# IL20
IL20 (англ. Interleukin 20) – білок, який кодується однойменним геном, розташованим у людей на короткому плечі 1-ї хромосоми.  Довжина поліпептидного ланцюга білка становить 176 амінокислот, а молекулярна маса — 20 072.
| 10         |  | 20         |  | 30         |  | 40         |  | 50         |
| ---------- |  | ---------- |  | ---------- |  | ---------- |  | ---------- |
| MKASSLAFSL |  | LSAAFYLLWT |  | PSTGLKTLNL |  | GSCVIATNLQ |  | EIRNGFSEIR |
| GSVQAKDGNI |  | DIRILRRTES |  | LQDTKPANRC |  | CLLRHLLRLY |  | LDRVFKNYQT |
| PDHYTLRKIS |  | SLANSFLTIK |  | KDLRLCHAHM |  | TCHCGEEAMK |  | KYSQILSHFE |
| KLEPQAAVVK |  | ALGELDILLQ |  | WMEETE     |  |            |  |            |

A: Аланін

C: Цистеїн

D: Аспарагінова кислота

E: Глутамінова кислота

F: Фенілаланін

G: Гліцин

H: Гістидин

I: Ізолейцин

K: Лізин

L: Лейцин

M: Метіонін

N: Аспарагін

P: Пролін

Q: Глутамін

R: Аргінін

S: Серин

T: Треонін

V: Валін

W: Триптофан

Кодований геном білок за функцією належить до цитокінів. 
Задіяний у таких біологічних процесах як поліморфізм, альтернативний сплайсинг. 
Секретований назовні.